# شبكة العمل من أجل المناخ
شبكة العمل من أجل المناخ (بالإنجليزية: Climate Action Network) هي شبكة عالمية تضم أكثر من 1,300 منظمة غير حكومية بيئية في أكثر من 130 دولة، تعمل على تعزيز الإجراءات الحكومية والفردية للحد من تغيّر المناخ الناتج عن الأنشطة البشرية إلى مستويات مستدامة بيئيًا.

## النشاطات
شاركت المنظمة في اجتماعات اتفاقية الأمم المتحدة الإطارية بشأن التغيّر المناخي، وأصدرت النشرة الإخبارية إيكو التي تعبّر عن آراء المجتمع المدني والمجتمعات حول العالم خلال مفاوضات المناخ، بالإضافة إلى تقديمها لجوائز أحفورة اليوم الساخرة. وعلاوة على ذلك، كانت المنظمة تُسلّط الضوء على الدول التي تعيق التقدّم في مفاوضات تنفيذ مؤتمرات الأمم المتحدة المعنية بتغيّر المناخ.
يعمل أعضاء هذه المجموعة على تحقيق تنسيق تبادل المعلومات واستراتيجيات المنظمات غير الحكومية بشأن قضايا المناخ الدولية والإقليمية والوطنية. يسعون من أجل بيئة صحية وتنمية تلبي احتياجات الحاضر دون المساس بقدرة الأجيال القادمة على تلبية احتياجاتها وذلك فقًا لما جاء في تقرير لجنة برونتلاند. وبتوجه يهدف إلى حماية الغلاف الجوي، تسعى شبكة العمل المناخي إلى تحقيق التنمية المستدامة والعادلة على مستوى العالم. تأسست الشبكة عام 1989 على يد مايكل أوبنهايمر في ألمانيا الغربية، التي اندمجت لاحقًا مع ألمانيا الشرقية لتتحدا وتشكلا ألمانيا الموحدة.